# テクノロジー採用ライフサイクル
テクノロジー採用ライフサイクル (英: Technology adoption lifecycle)は、定義された採用者グループの人口統計学的および心理的特性に従って、新製品またはイノベーションの採用または受け入れを説明する社会学的モデルである。時間の経過に伴う採用のプロセスは、通常、古典的な正規分布または「ベル曲線」として示される。このモデルでは、新製品を最初に使用するグループがイノベーターと呼ばれ、その次がアーリーアダプターと呼ばれる。それらの次に、アーリーマジョリティとレイトマジョリティがあり、最終的に製品を採用する最後のグループはラガードと呼ばれる。たとえば、ラガードは、必要なタスクを実行するのに他の方法がない場合にのみクラウドサービスを使用するが、ラガードはサービスの使用方法に関する深い技術的知識を持っていない可能性がある。
採用グループの人口統計学的および心理学的（または「サイコグラフィック」）プロファイルは、1957年に農業研究者のビールおよびボーエンによって、北中央農村社会学委員会、農業慣行の拡散研究小委員会によって最初に指定された。 レポートは、カテゴリを次のように要約した。 
- イノベーター（Innovators：革新者）–新しいアイデアや技術を最初に採用するグループ。リスクを取り、年齢が若く、社会階級が高く、経済的に豊かで、社交的、科学的な情報源に近く、他のイノベーターとも交流する。リスク許容度が高いため、のちに普及しないアイデアを採用することもある。全体の2.5％。
- アーリーアダプター（Early Adopters：初期採用者）–採用時期が2番手のグループ。オピニオンリーダーとも言われ、他のカテゴリと比較すると周囲に対する影響度が最も高い。年齢は比較的若く、社会階級は比較的高い。経済的に豊かで、教育水準は高く、社交性も高い。イノベーターよりも取捨選択を賢明に行い、オピニオンリーダーとしての地位を維持する。全体の13.5％。
- アーリーマジョリティ（Early Majority：前期追随者）–一定の時間が経ってからアイデアの採用を行う。社会階級は平均的で、アーリーアダプターとの接点も平均的に持つ。全体の34.0％。
- レイトマジョリティ（Late Majority：後期追随者）–平均的な人が採用した後にアイデアを採用する。イノベーションが半ば普及していても懐疑的に見ている。社会階級は平均未満で、経済的な見通しは低く、社会的な影響力は低い。全体の34.0％。
- ラガード（Laggards：遅滞者）–最も後期の採用者。他のカテゴリと比較すると社会的な影響力は極めて低い。変化を嫌い、高齢で、伝統を好み、社会階級も低く、身内や友人とのみ交流する傾向にある。中には、最後まで流行不採用を貫く者もいる。全体の16.0％。

その後、このモデルは20世紀後半のテクノロジー採用の多くの分野に適用された。

## 採用モデル
このモデルは、概念を拡張したり、関心のある特定のドメインに適用したりするさまざまな適用を生み出した。
ジェフリー・ムーアは、著書『キャズム』で、元のライフサイクルのバリエーションを提案している。彼は、Sカーブに基づくフォスターのディスラプションをもたらす可能性のある不連続なイノベーションの場合、最初の2つの採用者グループ（イノベーター/アーリーアダプター）と垂直市場の間に深い谷 (キャズム) があることを示唆している。
今日使用されているディスラプションは、クレイトンM.クリステンセンの定義である。この定義のディスラプションはSカーブベースではない。
教育工学では、リンディ・マッケオンが教育における情報通信技術の取り込みを説明する同様のモデル（鉛筆のメタファー ）を提供している。医療社会学では、カール・メイは、テクノロジーがヘルスケアや他の種類の組織にどのように組み込まれ、統合されるかを示す正規化理論を提案した。
ウェンガー、ホワイト、スミスは、著書「デジタル生息地：コミュニティのためのテクノロジーの管理」で、テクノロジースチュワードについて語っている。テクノロジースチュワードとは、テクノロジーの採用プロセスを通じてコミュニティを管理するために、利用可能なテクノロジーとコミュニティの技術的ニーズを十分に理解している人々のことである。 
ライナとStriukova（2009）は、最初の市場セグメントの選択は、このセグメントでの採用が他のセグメントでの採用のカスケードにつながる可能性があるため、キャズムを越えるために非常に重要であると提案している。この最初の市場セグメントは、同時に、先見の明のある人の大部分を含み、セグメント内および他のセグメントから採用が観察され、他のセグメントと十分に接続されるのに十分小さい必要がある。この場合、最初のセグメントでの採用は隣接するセグメントに徐々にカスケードされ、それによってマスマーケットによる採用がトリガーされる。 
ステファン・L・パレンテ（1995）は、さまざまな技術的障壁が与えられたさまざまな国の経済成長をモデル化するためにマルコフ連鎖を実装した。

## 例
製品の採用をモデル化する1つの方法は、人々の行動が仲間の影響を受け、特定の行動がどれほど広まっているかを理解することだ。書式依存テクノロジーの多くでは、親しい友人や同僚と同じテクノロジーを採用することで、ゼロ以外の見返りが得られる。 2人のユーザーが両方の製品Aを採用した場合、彼らはペイオフa > 0を得る。両方とも製品Bを採用すると、 b>0が得られる。しかし、一方がAを採用し、もう一方がBを採用した場合、ペイオフはどちらも 0となってしまう。
ユーザーが製品を採用するためのしきい値を設定できる。グラフ内のノードvにd個の隣接ノードがあるとします。その場合、隣接するノードの割合pがあるしきい値以上の場合、vは製品Aを採用する。たとえば、vのしきい値が2/3で、2つの隣接のうち1つだけが製品Aを採用する場合、vは製品Aを採用しない。このモデルを使用すると、サンプルネットワークで製品の採用を決定論的にモデル化できる。

## 歴史
テクノロジー採用ライフサイクルは、普及プロセスと呼ばれる以前のモデルを拡張した社会学的モデルである。このモデルは、1957年にアイオワ州立大学のジョー・M・ボーレン、ジョージ・M・ビール、 エヴェリット・ロジャースによって最初に公開された。農業と家庭経済への応用のためにのみ公開されている 。 ニール・C・グロスとブライス・ライアンがそこで行った以前の調査に基づいている  。 彼らの本来の目的は、農家によるハイブリッドシードコーンの購入パターンを追跡することであった。
ビール、ロジャース、ボーレンは共同で普及プロセスと呼ばれるモデルを開発し 、その後、エヴェリット・ロジャースは広く評価されている1962年の著書『イノベーション普及学』で、新しいアイデアやテクノロジーがさまざまな文化にどのように広がっているかを説明している。それ以来、米国内でイノベーションがどのように広がるかを説明するのにこのモデルが採用されることが多い。